# 폴라 슈람

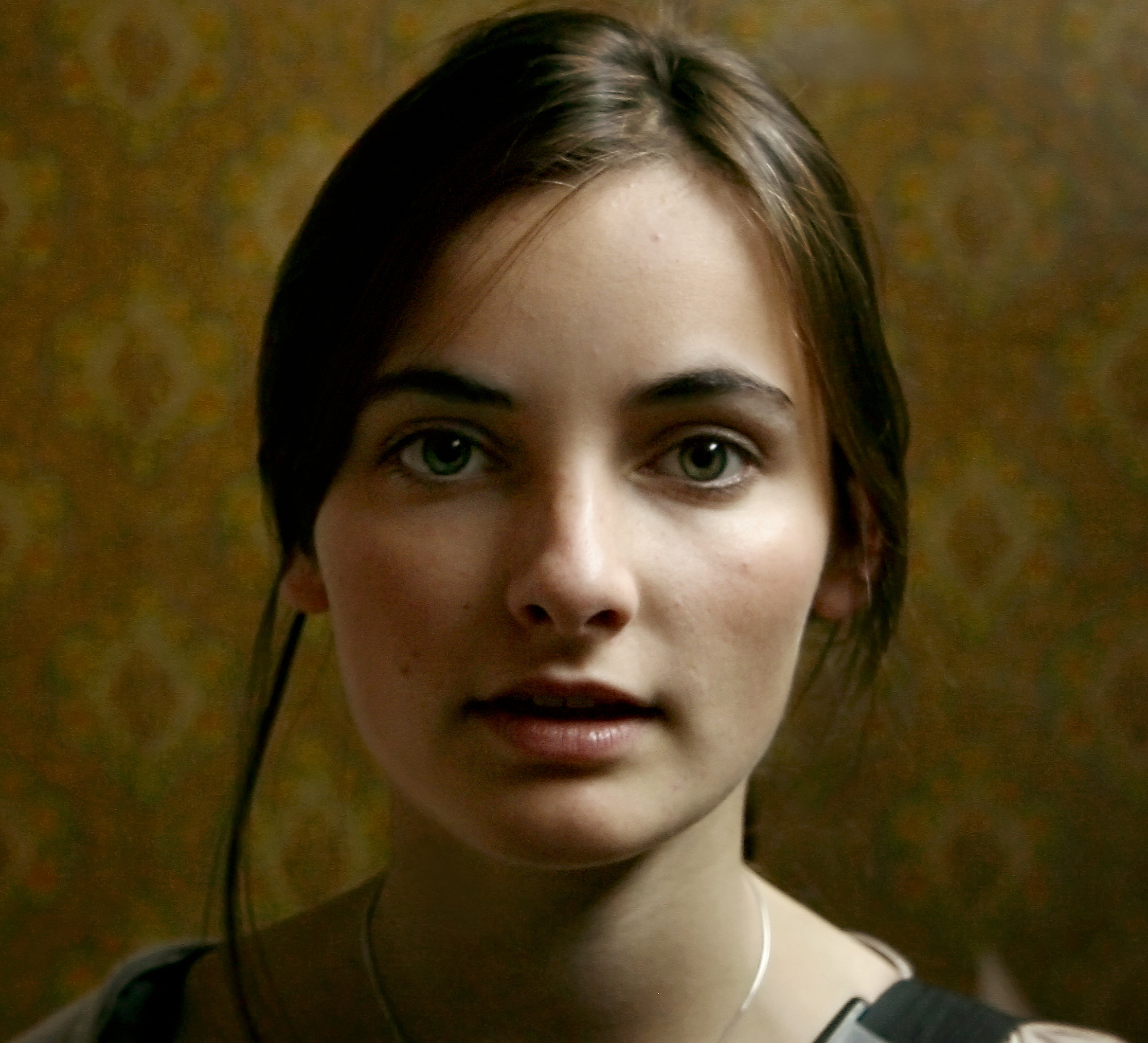

폴라 슈람(Paula Schramm, 1989년 10월 11일 ~ )은 독일의 배우, 성우, 영화배우, 연극 배우이다.
포츠담에서 태어났다.

## 영화
- 위대한 비밀 (2011년) - 브리짓 드 비어 역
- 내부고발자 (2010년)
- 스웜 2 (2008년) - 마리아 베르그만 역
- 지상에서 영원으로 2 (2008년) - 폴라 핑크 역
- 거친 녀석들 5 (2008년)
- 프렌치 포 비기너 (2006년)